# Mart Bax
Marten Meile Gerrit (Mart) Bax (Zutphen, 13 april 1937) is een Nederlandse (emeritus) bijzonder hoogleraar in de politieke antropologie aan de Vrije Universiteit (VU) in Amsterdam. Ruim na zijn emeritaat in 2002 werd hij ervan beschuldigd verzinsels gepubliceerd te hebben en over het bestaan van niet-bestaande publicaties, opdrachten en onderscheidingen te hebben gelogen. In 2013 heeft een commissie onder voorzitterschap van prof.dr. J.M. (Michiel) Baud vastgesteld dat Bax zich heeft schuldig gemaakt aan wetenschappelijk wangedrag en fraude in de universitaire verslaglegging.

## Loopbaan
Bax promoveerde in 1973 (cum laude) in de sociale wetenschappen aan de Universiteit van Amsterdam bij prof. dr. J.F. Boissevain op het proefschrift Harpstrings and confessions. An anthropological study of politics in rural Ireland. Bax was van 1965 tot 1988 verbonden aan de Vrije Universiteit als wetenschappelijk medewerker en daarna tot zijn emeritaat in 2002 als bijzonder hoogleraar op de persoonlijke leerstoel politieke antropologie.

## Wetenschappelijke fraude
Na zijn emeritaat is Bax buiten zijn vakgebied bekend geworden door beschuldigingen van wetenschapsfraude. Frank van Kolfschooten publiceerde in 2012 het boek Ontspoorde wetenschap waarin de onderbouwde beschuldigingen voor het eerst in Nederland werden gepubliceerd. Van Kolfschooten baseerde zich grotendeels op ongepubliceerd onderzoek van dr. Peter Jan Margry van het Meertens Instituut. Naar aanleiding van het boek kondigde de Vrije Universiteit een onderzoek aan. In de Volkskrant van 13 april 2013 publiceerde de wetenschapsjournalist Richard de Boer nieuwe onderbouwde beschuldigingen. De beschuldigingen van wetenschapsfraude betroffen publicaties over een Brabants klooster (1974-1989) en publicaties over de bedevaartplaats Medjugorje in Bosnië-Herzegowina (1984-2002). Daarnaast zou Bax gefraudeerd hebben bij de opgaaf van publicaties, opdrachten en onderscheidingen.
De VU heeft daarop een onderzoekscommissie ingesteld onder voorzitterschap van prof. dr. J.M. (Michiel) Baud. Deze commissie onderzocht de zaak en schreef een rapport, gedateerd 9 september 2013, onder de titel Draaien om de werkelijkheid: Rapport over het antropologisch werk van prof. em. M.M.G. Bax. De commissie concludeerde daarin dat Bax "wetenschappelijk wangedrag en fraude in de universitaire verslaglegging" te verwijten zijn. De commissie achtte niet ondubbelzinnig aangetoond dat er ook daadwerkelijk sprake is van wetenschapsfraude, omdat niet onomstotelijk is komen vast te staan dat er door Bax zelf onderzoeksgegevens zijn verzonnen. Wel is er sprake van een groot aantal niet-bestaande publicaties die werden opgevoerd in officiële documenten, zelfplagiaat (i.c. herhaalde publicatie van dezelfde tekst met andere informantnamen, acknowledgements, jaartallen), doelbewuste misleiding, verregaande methodologische slordigheden, grove feitelijke onjuistheden, zeer ontoereikende bronvermeldingen, onethisch wetenschappelijk gedrag en het opvoeren van prestaties en onderscheidingen die nooit zijn geleverd of toegekend.
De wangedragingen van Bax speelden zich voor een groot deel af in de jaren zeventig en tachtig van de twintigste eeuw, waarin de academische wetenschap, en met name de niet-Westerse sociologie en de culturele antropologie, zich heroriënteerden. In dezelfde periode doorliepen de universiteiten een democratiseringsproces. Dit leidde toen tot grote tegenstellingen en tot polarisatie. De wetenschapscultuur werd gekenmerkt - aldus het Rapport - door "wetenschappelijk sektarisme" en "een wildgroei aan autoritaire tendensen". Bax' vakgroep was in die periode een "sterk afgesloten omgeving, waarin het woord van Bax wet was".
De Vrije Universiteit heeft de conclusies van het rapport onderschreven. De genomen maatregelen tegen Bax zijn: openbaarmaking van het rapport en aanpassing van Bax' publicatielijst in het universitaire registratiebestand overeenkomstig de bevindingen van de commissie-Baud. Er zijn geen juridische of arbeidsrechtelijke stappen tegen Bax ondernomen, omdat hij al geruime tijd met emeritaat is. Het rapport is op 23 september 2013 openbaar gemaakt.
Op 16 januari 2019 publiceert De Volkskrant dat, op basis van haar onderzoek, zij de conclusie trekt dat ook het (cum laude) proefschrift was doorspekt met feitelijke onjuistheden en misinterpretaties